# Rhipsalis floccosa
A Rhipsalis floccosa egy elterjedt, gyakran termesztett epifita kaktusz.

## Jellemzői
Karcsú hajtású lecsüngő habitusú növény, gazdagon elágazó hajtásrendszerrel, fiatalom felálló hajtásokkal. Ágai alternálnak, 5–8 mm átmérőjűek, areolái gyengén fejlettek. Virágai laterálisak, 2 mm szélesre nyílnak, fehérek sárga futtatással, szőrösek. Pericarpiuma a hajtásba mélyed. Termése 5 mm átmérőjű rózsás-fehéres bogyó.

## Elterjedése
Brazília atlanti-óceáni partvidéke Pernambucótól São Paulo államig. Epifitikus és epilitikus a tengerszinttől 1850 m tengerszint feletti magasságig.

## Rokonsági viszonyai
A Epallagogonium subgenus tagja.
- Alfajai:
  - Rhipsalis floccosa subsp. hohenauensis (F Ritter) Barthlott and N P Taylor in Bradleya 13 (1995)
  - Rhipsalis floccosa subsp. oreophila Taylor & Zucc. in CCI 6:7' (1998)
  - Rhipsalis floccosa subsp. pittieri (Britton & Rose) Barthlott and N P Taylor in Bradleya 13 (1995)
  - Rhipsalis floccosa subsp. pulvinigera (G A Lindberg) Barthlott and N P Taylor in Bradleya 13 (1995)
  - Rhipsalis floccosa subsp. tucumanensis (F A C Weber) Barthlott and N P Taylor in Bradleya 13 (1995)